# Santa Giovina
Giovina (Roma, ... – III secolo) è una martire cristiana, vissuta durante il regno dell'imperatore Aureliano.

## Agiografia
Era figlia del senatore romano Coas e di Aurelia, nobile romana. Fu educata al culto cristiano dai credenti genitori. Durante un'assenza del padre, madre e figlia furono denunciate al prefetto di Roma come cristiane. Arrestate, vennero giudicate e condannate a morte. Entrambe vennero decapitate. Giovina aveva solo 5 anni.

## Culto
Il suo corpo venne sepolto nella catacomba di Sant'Ermete lungo via Salaria Vecchia. I suoi resti vennero poi conservati nella basilica romana di Sant'Ermete.
Papa Pio IX fece dono delle sante reliquie al padre agostiniano Antonio Maria Di Iorio perché fossero venerate e collocate nell'allora chiesa di Santa Maria delle Grazie a Lanciano. Il 18 luglio 1850 l'urna con i resti partì per la sua destinazione. Insieme alle reliquie il 21 luglio arrivarono a Lanciano anche una lapide di marmo con l'iscrizione a Jovinae figliae dulcissimae quae vixit annis V. dies XII. in pace.. e una ampolla contenente la terra sporca di sangue. Con l'arrivo della santa bambina la chiesa cambiò nome in Santa Giovina.